# Lil B
Brandon McCartney (Berkeley (Californië), 17 augustus 1989), beter bekend als Lil B of The BasedGod, is een Amerikaanse rapper, auteur, activist en motiverend spreker uit Berkeley, Californië. Hij staat onder contract bij zijn eigen label BasedWorld, Amalgam Digital en Fool's Gold Records. Lil B is begonnen als artiest in de hiphop-formatie The Pack en heeft gaandeweg veel solo gedaan. Sinds 2010 heeft The Pack geen singles, mixtapes of albums meer uitgebracht. McCartney heeft zijn bekendheid vergaard door veelvuldig gebruik te maken van Twitter en MySpace.

## Discografie

### Studioalbums
| Titel               | Albumdetails                                            |
| ------------------- | ------------------------------------------------------- |
| I'm Thraxx          | Uitgebracht: 24 september 2009 Label: Permanent Marks   |
| 6 Kiss              | Uitgebracht: 22 december 2009 Label: Permanent Marks    |
| Rain in England     | Uitgebracht: 22 december 2010 Label: Weird Forest       |
| Angels Exodus       | Uitgebracht: 18 januari 2011 Label: Amalgam Digital     |
| I'm Gay (I'm Happy) | Uitgebracht: 29 juni 2011 Label: Amalgam Digital        |
| Choices and Flowers | Uitgebracht: 17 mei 2012 Label: BasedWorld Records      |
| Tears 4 God         | Uitgebracht: 30 december 2012 Label: BasedWorld Records |

### Mixtapes
| Titel                                             | Albumdetails                   |
| ------------------------------------------------- | ------------------------------ |
| S.S. Mixtape Vol. 1 (met Young L als Young World) | Uitgebracht: 27 november 2007  |
| S.S. Mixtape Vol. 2 (met Young L als Young World) | Uitgebracht: 18 juli 2009      |
| Dior Paint                                        | Uitgebracht: 25 maart 2010     |
| Base World Pt. 1                                  | Uitgebracht: 7 mei 2010        |
| Pretty Boy Millionaires (met Soulja Boy)          | Uitgebracht: 5 juli 2010       |
| Everything Based                                  | Uitgebracht: 23 juli 2010      |
| Blue Flame                                        | Uitgebracht: 13 september 2010 |
| Roses Exodus                                      | Uitgebracht: 14 september 2010 |
| Paint                                             | Uitgebracht: 25 september 2010 |
| MF Based                                          | Uitgebracht: 27 september 2010 |
| Gold Dust                                         | Uitgebracht: 29 oktober 2010   |
| Where Did The Sun Go                              | Uitgebracht: 5 november 2010   |
| Red Flame                                         | Uitgebracht: 9 november 2010   |
| Red Flame: Evil Edition                           | Uitgebracht: 25 november 2010  |
| MM..Christmas                                     | Uitgebracht: 24 december 2010  |
| The Myspace Collection                            | Uitgebracht: 11 februari 2011  |
| Red Flame: Devil Music Edition                    | Uitgebracht: 18 februari 2011  |
| Illusions Of Grandeur                             | Uitgebracht: 10 maart 2011     |
| Bitch Mob: Respect Da Bitch Vol.1                 | Uitgebracht: 16 mei 2011       |
| I Forgive You                                     | Uitgebracht: 28 augustus 2011  |
| Black Flame                                       | Uitgebracht: 13 september 2011 |
| The Silent President                              | Uitgebracht: 11 oktober 2011   |
| BasedGod Velli                                    | Uitgebracht: 14 november 2011  |
| Blue Eyes                                         | Uitgebracht: 20 december 2011  |
| Goldhouse                                         | Uitgebracht: 25 december 2011  |
| White Flame                                       | Uitgebracht: 31 januari 2012   |
| God's Father                                      | Uitgebracht: 27 februari 2012  |
| #1 Bitch                                          | Uitgebracht: 30 maart 2012     |
| The BasedPrint 2                                  | Uitgebracht: 9 april 2012      |
| Trapped In BasedWorld                             | Uitgebracht: 25 april 2012     |
| Water Is D.M.G. Pt. 1                             | Uitgebracht: 29 mei 2012       |
| Green Flame                                       | Uitgebracht: 23 juni 2012      |
| Based Freestyle Collection                        | Uitgebracht: 2 juli 2012       |
| Rich After Taxes                                  | Uitgebracht: 5 juli 2012       |
| Task Force                                        | Uitgebracht: 21 juli 2012      |
| Obama BasedGod                                    | Uitgebracht: 30 juli 2012      |
| Based Jam                                         | Uitgebracht: 29 augustus 2012  |
| Frozen                                            | Uitgebracht: 7 september 2012  |
| Illusions of Grandeur 2                           | Uitgebracht: 9 oktober 2012    |
| Halloween H2O                                     | Uitgebracht: 29 oktober 2012   |
| Crime Fetish                                      | Uitgebracht: 22 november 2012  |
| Glassface                                         | Uitgebracht: 8 december 2012   |
| Pink Flame                                        | Uitgebracht: 3 februari 2013   |
| P.Y.T. (Pretty Young Thug)                        | Uitgebracht: 24 maart 2013     |
| 100% Percent Gutta                                | Uitgebracht: 10 juni 2013      |
| 05 Fuck Em                                        | Uitgebracht: 24 december 2013  |
| Basedworld Paradise                               | Uitgebracht: 16 februari 2014  |
| Hoop Life                                         | Uitgebracht: 1 juni 2014       |
| Ultimate Bitch                                    | Uitgebracht: 14 oktober 2014   |
| Thugged Out Pissed Of                             | Uitgebracht: 30 december 2015  |

- Bibsys: 1592544502412
- Gemeinsame Normdatei: 1049317335
- International Standard Name Identifier: 0000 0003 7750 7152
- Library of Congress Control Number: n2012056953
- MusicBrainz: 1550f952-c91b-40d7-9b4d-d26a259ee932
- Virtual International Authority File: 255363266
- WorldCat: E39PBJth9fVQG48KQD6v8GyyBP